# Dear my friend/愛しい人
『Dear my friend/愛しい人』（ディアマイフレンド / いとしいひと）は、雅-miyavi-のメジャー5枚目シングル。2006年4月12日発売。発売元はユニバーサルJ。

## 概要
- 前作から3か月ぶり。初回盤A[1]・B[2]と通常盤[3]計3タイプで発売。
- 「Dear my friend」はMusic.jpCMソング。雅がファンや友人に向けたメッセージが込められた楽曲。
- 「愛しい人」は「あしタ、元気ニなぁレ。」のC/W曲。本作でリアレンジした。
- 初回盤A・Bそれぞれ「Dear my friend」「愛しい人」MV収録DVD同梱。
- 通常盤はボーナス・トラック1曲収録。

## 収録曲
作詞・作曲：雅-miyavi-／編曲：雅-miyavi-、堤秀樹

### 初回盤A

#### CD
1. Dear my friend-手紙を書くよ-
2. 愛しい人（ベタですまん。）-2006 ver.-
3. Dear my friend-手紙を書くよ-～独奏～

#### DVD
1. Dear my friend-手紙を書くよ-（PV）

### 初回盤B

#### CD
1. 愛しい人（ベタですまん。）-2006 ver.-
2. Dear my friend-手紙を書くよ-
3. 愛しい人（ベタですまん。）-2006 ver.～独奏～

#### DVD
1. 愛しい人（ベタですまん。） -2006 ver.- （PV）

### 通常盤

#### CD
1. Dear my friend-手紙を書くよ-
2. 愛しい人（ベタですまん。）-2006 ver.-
3. 君にファンキーモンキーバイヴレーション～独奏?～